# (33732) 1999 NC32
1999 NC32 (asteroide 33732) é um asteroide da cintura principal. Possui uma excentricidade de 0.06703700 e uma inclinação de 9.70438º.
Este asteroide foi descoberto no dia 14 de julho de 1999 por LINEAR em Socorro.